# フランチェスコ・モデスト
フランチェスコ・モデスト（Francesco Modesto, 1982年2月16日- ）は、イタリア・カラブリア州クロトーネ出身の元サッカー選手、現サッカー指導者。現役時代のポジションはミッドフィールダー（主に左ウィングバック）。現在はセリエC・LRヴィチェンツァの監督を務めている。

## 経歴
左サイドを主戦場として実績を残してきたサイドアタッカー。特に評判を高めたのはレッジーナ・カルチョ時代で、ワルテル・マッツァーリ監督による指導の下でウィングバックとして成長を見せた。2006-07シーズンには、カルチョ・スキャンダルによるマイナス11ポイントの勝ち点減点処分にも関わらず、右サイドのジャンドメニコ・メストらと共にレッジーナの快進撃を支え、クラブはセリエA残留を果たした。
2008-09シーズンにジェノアCFCへ移籍。ドメニコ・クリーシトの控えとなるが、2年目は出場機会を増やした。シーズン途中でボローニャFCへレンタル移籍。
2011年に冬の移籍市場でパルマFCへ完全移籍した。2014年8月30日、セリエBのFCクロトーネと2年契約を結んだ。
クロトーネ退団後の2016年10月にセリエDのレンデ・カルチョ1968の練習に参加。その後正式加入し1シーズンプレーすると、翌シーズンよりセリエCへ昇格した同クラブのU-20部門を指揮することとなった。2018年7月6日、トップチームの監督に昇格した。

## 監督成績
2023年2月5日現在
| クラブ               | 国           | 就任          | 退任          | 記録 | 記録 | 記録 | 記録 | 記録   |
| クラブ               | 国           | 就任          | 退任          | 試   | 勝   | 分   | 敗   | 勝率   |
| -------------------- | ------------ | ------------- | ------------- | ---- | ---- | ---- | ---- | ------ |
| レンデ               | イタリアの旗 | 2018年6月6日  | 2019年6月6日  | 39   | 14   | 7    | 18   | 035.90 |
| チェゼーナ           | イタリアの旗 | 2019年6月6日  | 2020年1月27日 | 27   | 9    | 8    | 10   | 033.33 |
| プロ・ヴェルチェッリ | イタリアの旗 | 2020年8月17日 | 2021年5月28日 | 41   | 19   | 12   | 10   | 046.34 |
| クロトーネ           | イタリアの旗 | 2021年6月9日  | 2022年6月30日 | 22   | 3    | 9    | 10   | 013.64 |
| ヴィチェンツァ       | イタリアの旗 | 2022年11月8日 |               | 17   | 8    | 4    | 5    | 047.06 |
| 合計                 | 合計         | 合計          | 合計          | 157  | 54   | 45   | 58   | 034.39 |

## タイトル
パレルモ
- セリエB : 2013-14